# Juan de Gibelet
Juan de Gibelet (antes de 1228-c. 1262) fue el mariscal del Reino de Jerusalén.

## Biografía
Era el único hijo de Guillermo de Gibelet y su esposa Eva. Su abuelo paterno era Raimundo de Gibelet, quien fue condestable del Condado de Trípoli.
Al menos desde 1259 fue el mariscal del Reino de Jerusalén.
Se casó con su primera esposa Femia de Cesarea, hija de Gualterio Brisebarre, señor de Cesarea. Con ella tuvo una hija:
- Isabel, quien se casó con Guillermo Filangieri

En su segundo matrimonio se casó con Juana de Lanelée. Con ella tuvo dos hijos y una hija:
- Balián
- Juan
- Femia (Eufemia), quien se casó con Guido de Soissons